# غريغ أولسون (مدرب رياضي)
غريغ أولسون (بالإنجليزية: Greg Olson)‏ هو مدرب رياضي أمريكي، ولد في 1 مارس 1963 في ريتشلاند في الولايات المتحدة.